# Судова заборона
Судова заборона (попередня судова заборона, англ. preliminary injunction) — судовий наказ про заборону, що зобов'язує сторони утримуватися від скоєння певних дій. Є засобом судового захисту. 
Тимчасовий засіб правового захисту, за допомогою якого суд наказує сторонам у судовому процесі виконати або утриматися від вчинення певної дії до ухвалення остаточного рішення судом. Мета попередньої судової заборони — зберегти статус-кво та права сторін до ухвалення остаточного рішення суддею у справі. За невиконання судової заборони може бути призначено покарання у вигляді штрафу або ув'язнення.